# Erigone tenuimana
Erigone tenuimana là một loài nhện trong họ Linyphiidae.
Loài này thuộc chi Erigone. Erigone tenuimana được Eugène Simon miêu tả năm 1884.